# Enel Green Power
Enel Green Power S.p.A. è la società del Gruppo Enel che si occupa dello sviluppo e della gestione delle attività di generazione di energia da fonti rinnovabili quali: solare, geotermica, eolica e idroelettrica. L’azienda, che ha sede a Roma, opera con oltre 1.300 impianti in tutti e 5 i continenti. È attiva con asset operativi o in costruzione in 19 Paesi e ha inoltre attività di sviluppo in altri 5 Paesi, gestendo una capacità di 66,4 GW (di cui circa 2,8 GW di Storage), con una produzione annua di 148,33 TWh.
Tra il 4 novembre 2010 e il 31 marzo 2016 la società era quotata alla Borsa di Milano, dove il titolo faceva parte dell'indice FTSE MIB, a quella di Madrid e a quelle regionali di Barcellona, Bilbao e Valencia. L'uscita dai listini di borsa nel 2016 corrisponde alla scissione parziale non proporzionale di Enel Green Power nella capogruppo Enel. 

## Storia
Enel Green Power viene fondata il 1º dicembre del 2008 per concentrare le attività di Enel nella produzione di energia da fonti rinnovabili.
In seguito alla sua fondazione sono state progressivamente conferite ad Enel Green Power le attività del ramo delle rinnovabili in Italia sino ad allora detenute da Enel Produzione Spa e quelle facenti capo ad Enel Investment Holding all'estero (Enel Latin America BV, Enel Erelis, Endesa).

### 2011-2012
Tra il 2011 e il 2012 Enel Green Power cresce con l'eolico nell’intero continente americano. In Brasile, la prima di una lunga serie di installazioni alimentate dal vento, si inaugura nello stato di Bahia, con i primi 30 MW l’impianto di Cristal, ma anche negli Stati USA dell’Oklahoma (Rocky Ridge con 150 MW) e del Kansas (Caney River con 200 MW). 
Nel 2012 viene inaugurata la centrale idroelettrica di Palo Viejo, in Guatemala, da 85 MW.

### 2013-2015
Accanto alle evoluzioni del business, tra il 2013 e il 2015 anche all’interno di Enel Green Power si afferma un nuovo modello, basato sulla sostenibilità: “Creazione di Valore condiviso” (Creating Shared Value, CSV), elaborato nel 2011 da Mark Porter e Mark Kramer, nel quale la sostenibilità è la strada da seguire in ogni scelta e un approccio strategico negli ambiti di ideazione, progettazione, costruzione e gestione degli impianti. Ognuna di queste fasi si contraddistingue per un’attenzione particolare alla protezione ambientale, all’uso razionale delle risorse, alla promozione della salute e alla sicurezza sul lavoro, all’economia circolare e alla creazione di nuove opportunità di sviluppo per le comunità locali.
Alla fine del 2015 Enel Green Power gestisce 11 GW di capacità installata, genera 33,6 TWh di energia, è presente in 23 paesi.

### Scissione in Enel
Dal 1º aprile 2016 è stata revocata dalla quotazione nella Borsa di Milano e in quelle di Madrid, Barcellona, Bilbao e Valencia, in seguito alla scissione parziale non proporzionale di Enel Green Power in Enel, alla quale è stato assegnato il compendio scisso rappresentato dalla partecipazione totalitaria detenuta in Enel Green Power International, holding di diritto olandese che detiene partecipazioni in società operanti nel settore delle energie rinnovabili nel Nord, Centro e Sud America, in Europa, in Sudafrica e in India, e da attività, passività, contratti e rapporti giuridici connessi a tale partecipazione. Rimangono, invece in capo ad Enel Green Power, tutti i restanti elementi patrimoniali diversi da quelli che fanno parte della scissione: le attività italiane e le residue limitate partecipazioni estere. Come conseguenza il capitale sociale di Enel Green Power è stato ridotto da un miliardo a 272 milioni di euro. Enel, invece, ha emesso 763 322 151 nuove azioni, aumentando il capitale sociale a 10 166 679 946 dai 9 403 357 795 euro precedenti, in applicazione del rapporto di cambio pari a 0,486 nuove azioni Enel per una Enel Green Power.

### 2016-Presente
La ricerca della sostenibilità diventa prioritaria per l’Assemblea delle Nazioni Unite, che nel 2016 lancia i 17 Obiettivi di Sviluppo Sostenibile (OSS) da raggiungere entro il 2030.
Enel Green Power, che negli anni 2016 - 2018 raggiunge la leadership mondiale nel settore delle rinnovabili, rispondendo all’invito dell’ONU e integra gli OSS nella sua strategia industriale, impegnandosi a raggiungere quelli relativi a qualità dell’educazione (OSS 4), energia pulita ed economicamente accessibile (OSS 7), dignità del lavoro e crescita economica (OSS 8), lotta al cambiamento climatico (OSS 13). Sono un esempio i progetti nati accanto alle costruzioni delle centrali in Sudafrica, Etiopia (Metehara da 100 MW), e Australia (Bungala Solar) e Sud America: in Perù, con l’entrata in esercizio del parco eolico di Wayra I e l’avvio dell’impianto solare Rubì, in Guatemala, dove sorge la centrale idroelettrica di El Canadà, in Messico, il “cielito lindo” permette a EGP di connettere alla rete oltre 1 GW di nuova potenza fotovoltaica, in Messico con la costruzione dei parchi eolici di Amistad (220 MW), Amistad II (100 MW) e Salitrillos (103 MW).
Il Paese del Centro America è anche un esempio dell’applicazione del modello “Build, Sell, Operate”, che consente ad Enel di ridurre l’indebitamento e generare valore, mantenendo la gestione operativa degli impianti.
Gli obiettivi di crescita per gli anni successivi si concentrano soprattutto nei mercati maturi dove Enel Green Power è già presente e in nuovi mercati chiave dall’incredibile potenziale rinnovabile, come il Canada, l’Australia e l’India.
Dell’aprile 2022 è la firma di un accordo tra Enel Green Power e la Commissione europea per il finanziamento agevolato a fondo perduto (grant agreement), nell’ambito del primo bando del Fondo europeo per l’innovazione per progetti su larga scala, che favorirà lo sviluppo di TANGO (iTaliAN pv Giga factOry): presso la fabbrica 3Sun Gigafactory a Catania risiederà un impianto di dimensioni industriali per la produzione di moduli fotovoltaici innovativi, sostenibili e ad alte prestazioni . Dall’espansione della fabbrica si otterrà un aumento della capacità di produzione di 15 volte, fino ad arrivare a 3 GW all’anno degli attuali 200 MW.
Il 25 ottobre 2023 Enel Green Power ha annunciato la cessione delle sue partecipazioni in Romania alla società greca Public Power Corporation S.A., come previsto nell’accordo di vendita firmato il 9 marzo 2023. L’operazione rientra nell’ambito delle Priorità Strategiche del Gruppo, con il riposizionamento di Enel su Paesi a maggiore presenza integrata quali Italia, Spagna, Stati Uniti, Brasile, Cile e Colombia.
A maggio 2024 Enel ha reso noto che Enel Perú, controllata tramite la società quotata cilena Enel Americas, ha ceduto a Niagara Energy la totalità delle partecipazioni detenute nelle società di generazione elettrica Enel Generacion Perú e Compania Energética Veracruz. La cessione, prevista nel Piano Strategico 2024-2026, è in linea con l’obiettivo di garantire al Gruppo una struttura finanziaria solida e sostenibile e di aumentare la quota di capitale investito nelle aree geografiche dove il Gruppo ha focalizzato il proprio Piano Strategico.

## Attività produttiva
Enel Green Power, con oltre 1.300 impianti operativi, è presente in tutti e 5 i continenti (Europa, America, Africa, Asia, Oceania). Il mix di produzione include energia idrica, geotermica, eolica e solare. La capacità rinnovabile complessiva ha raggiunto i 66,4 GW. In linea con la Vision al 2040, a novembre 2024 è stato presentato il Piano Strategico 2025-2027 con circa 12 miliardi di euro destinati alle energie rinnovabili, incrementandone la capacità di 12 GW. Il mix tecnologico comprende oltre il 70% di eolico onshore e tecnologie programmabili, con circa 76 GW di capacità totale al 2027.
Dal 2013 Enel Green Power opera secondo il modello di Creating Shared Value: una strategia basata sull’integrazione della sostenibilità nei processi della catena del valore del business. Il modello si concentra su due livelli: da una parte vengono definiti gli ambiti di intervento potenzialmente in linea con gli obiettivi dell’azienda e dall’altra vengono create opportunità per l’azienda, le comunità e l’ambiente. Il risultato è la realizzazione di un business sempre più sostenibile. 
Per applicare il modello, Enel Green Power parte dalla fase di Sviluppo Business con un’analisi dei contesti economici, sociali, ambientali e culturali, prosegue nella fase di Ingegneria e Costruzione con il modello di cantiere sostenibile volto a prevedere gli impatti e mitigarli ex-ante attraverso soluzioni di progettazione sostenibile ed infine, nella fase di Esercizio e Manutenzione, si concentra nella creazione di opportunità di lavoro e su azioni volte ad accrescere l’efficienza operativa dell’impianto. Nel 2016, a seguito del lancio da parte dell’Assemblea delle Nazioni Unite dei 17 Obiettivi di Sviluppo Sostenibile da raggiungere entro il 2030, Enel Green Power integra gli obiettivi di Sviluppo Sostenibile nella sua strategia industriale, affiancandolo al modello CSV.
In ambito ambientale, tra il 2020 e il 2021 Enel Green Power ha dato il via a diversi progetti dedicati allo sviluppo dell’idrogeno verde. Tra i più recenti l’accordo con Eni che favorisce un'accelerazione verso la tecnologia dell'idrogeno prodotto da fonti rinnovabili, nell’ottica della transizione energetica.
Si prevede che l’idrogeno verde sarà generato entro il 2022-2023.
Enel Green Power realizzerà inoltre a Carlentini, in Sicilia, il nuovo Hydrogen Lab, un’infrastruttura per collaborare con startup e player globali e sperimentare, in contesto industriale, nuove tecnologie per l’idrogeno verde. L’iniziativa rientra all’interno del progetto NEXTHY, una piattaforma di innovazione per accelerare lo sviluppo ed il trasferimento tecnologico su applicazioni industriali di nuove tecnologie di produzione e stoccaggio di idrogeno verde con l’obiettivo di rendere questo settore competitivo nei prossimi 5 anni.

### Tabella riassuntiva per la capacità di elettricità in GW (*)
| Continente              | Energia solare | Energia eolica | Energia idroelettrica | Geotermia | Biomassa | Storage | Totale |
| ----------------------- | -------------- | -------------- | --------------------- | --------- | -------- | ------- | ------ |
| Europa                  | 3,1            | 4,14           | 18,39                 | 0,78      | 0,06     | 1,18    | 27,65  |
| America                 | 10,13          | 13,58          | 9,95                  | 0,08      |          | 1,67    | 35,42  |
| Africa                  | 0,36           | 1,74           |                       |           |          |         | 2,10   |
| Oceania                 | 0,40           | 0,08           |                       |           |          |         | 0,48   |
| Asia                    | 0,42           | 0,34           |                       |           |          |         | 0,76   |
| Totale Enel Green Power | 14,41          | 19,87          | 28,35                 | 0,86      | 0,06     | 2,85    | 66,40  |

(*) dati aggiornati al 31 marzo 2025

### Centrali
Allo stato attuale, sono più di 1200 gli impianti gestiti direttamente da Enel Green Power.

## Tecnologie

Ollagüe, laboratorio di innovazione che integra solare e mini eolico al confine tra Cile e Bolivia

Diga del Furlo, impianto costruito per produrre energia elettrica nelle Marche

Talinay, parco eolico che si trova nella regione di Coquimbo, in Cile

Parco solare + storage di Lily, ubicato nella contea di Kaufman, in Texas, a sud-est di Dallas

Per quanto riguarda la produzione da fonte geotermica questa tecnologia è stata utilizzata per la prima volta nel 1904 a Larderello in Toscana. La centrale di Larderello è gestita da Enel Green Power che opera nella regione attraverso 36 impianti ad energia geotermica con una capacità totale di circa 776,2 MW in grado di soddisfare oltre il 30% del fabbisogno regionale.
Enel Green Power ha realizzato il primo impianto ibrido di energia rinnovabile che unisce la capacità di generazione continua della geotermia con il solare fotovoltaico e il solare termico, assicurando una riduzione del 5% nel costo di produzione dell'energia. La prima centrale di questo tipo, la Stillwater Hybrid Power Plant, si trova a Fallon in Nevada (USA) e ha ricevuto un finanziamento di 40 milioni di dollari in sgravi fiscali con il Recovery Act americano.
Per quanto riguarda il solare termodinamico e la tecnologia CSP (Concentrated Solar Power), la società contribuisce nella ricerca e sviluppo insieme ad ENEA. In questo settore sulla base degli studi del premio Nobel Carlo Rubbia, ha realizzato nel 2010 la centrale solare termodinamica Archimede a Priolo Gargallo (Siracusa, Sicilia) da 5 MW, nella quale degli specchi parabolici concentrano i raggi del sole su un fluido di sali fusi che raggiungono temperature di oltre 500 gradi e sono in grado di conservare il calore per molte ore, trasformando acqua in vapore ed attivando quindi delle tradizionali turbine a vapore che producono elettricità. L'obiettivo è quello di incrementare l'efficienza di questo tipo di centrali in modo da renderle competitive rispetto ad altre fonti.
Nel 2011 a Catania è stata inaugurata una fabbrica di pannelli fotovoltaici a film sottile, attraverso una joint venture con Sharp e STMicroelectronics.
Nel 2015 3SUN, la “Fabbrica del Sole” passa sotto il completo controllo di Enel Green Power. La produzione del pannello “thin film” finisce ad ottobre 2017. Da lì comincia la realizzazione dei pannelli bifacciali HJT
Nel settore eolico, la prima esperienza risale al 1989 in Sardegna, prima con la sperimentazione dei primi modelli di aerogeneratori e poi, nel 2002, con la realizzazione della prima centrale eolica in Italia.
Negli ultimi 10 anni l'abbassamento del costo della tecnologia eolica, l'ha resa competitiva rispetto alle fonti convenzionali e favorito la crescita esponenziale in tutto il mondo.

## Attività ed aree internazionali

### Europa
Più della metà degli oltre 1.200 impianti di Enel Green Power si trova in Italia con un mix di produzione che comprende energia geotermica, energia idroelettrica, energia eolica ed energia solare.
Enel Green Power è presente in Grecia con circa 60 impianti. L’impianto eolico di Kafireas, composto da 7 parchi eolici e collegato alla rete a fine 2019, rappresenta una pietra miliare nella transizione energetica del Paese.
A dicembre 2023 Enel Green Power ha annunciato la vendita del 50% di Enel Green Power Hellas a Macquarie Asset Management. In virtù dell’accordo, le due aziende hanno costituito una joint venture per co-gestire l’attuale portafoglio di generazione di Enel Green Power Hellas proveniente da fonti rinnovabili, continuando a svilupparne i progetti.
Enel Green Power è presente in Spagna con circa 300 impianti (idroelettrico, eolico e solare). Questa presenza è il risultato dell'integrazione delle attività di energia rinnovabile di Enel ed Endesa ma anche della costruzione e messa in funzione di nuovi impianti, tra i quali quelli collegati alla rete a fine 2019, veri e propri gioielli di innovazione, come il parco solare di Totana o quello eolico di Sierra Costera. A febbraio 2025, tramite la controllata Endesa Generación, è stata completata l’acquisizione di Corporación Acciona Hidráulica, società del Gruppo Acciona, per un totale di 34 impianti idroelettrici situati nel nord-est della Spagna e una capacità installata complessiva di 626 MW.

### Nord America
Enel Green Power è presente in Nord America con impianti operativi e in costruzione negli Stati Uniti (solare ed eolico) e in Canada (eolico).
Il 4 gennaio 2024 Enel Green Power ha reso noto di aver completato la vendita a ORMAT Technologies Inc. di un portafoglio di circa 150 MW comprendente impianti geotermici e solari in esercizio negli Stati Uniti.

### America Latina
In America Latina, tramite Enel Green Power, Enel è stata nel 2015 il secondo produttore di energia elettrica nel settore fotovoltaico.
Enel Green Power opera nel Latam in 8 Paesi della zona: Messico, Panama, Guatemala, Costa Rica, Argentina, Brasile, Cile e Colombia, ed è presente con tutte le principali tecnologie di generazione rinnovabile: eolico, solare, idroelettrico e geotermico.
La crescita in quest'area è stata molto significativa negli ultimi anni, in cui l'azienda ha assunto un ruolo importante nel cammino della transizione energetica: oltre allo sviluppo e al mantenimento delle centrali rinnovabili, sviluppano progetti innovativi per la produzione energia con occhio sempre attento alla sostenibilità e alla tutela della biodiversità.

### Africa
Enel Green Power è presente in Africa con impianti operativi e in costruzione in Sudafrica (solare, eolico) Marocco (eolico) e Zambia (solare).

### Asia
Nel 2015 Enel Green Power ha acquisito la quota di maggioranza di BLP Energy, società indiana impegnata nel settore delle rinnovabili per un corrispettivo di 30 milioni di euro. Qui produce energia elettrica da fonti eoliche e solari. Attualmente Enel Green Power detiene il 100% del capitale della controllata indiana.
Enel Green Power ha sedi, in India, a Gurgaon e Bangalore e gestisce tre impianti eolici:
- Centrale eolica “Vayu” nella regione di Kutch nel Gujarat
- Centrale eolica “Coral” nella regione di Kutch nel Gujarat
- Centrali eoliche “Amberi and Jath” nelle regioni di Satara e Sangli del Maharashtra

Si è inoltre aggiudicata due gare per il Progetto eolico “Tunga” in Karnataka e per il Progetto solare fotovoltaico “Thar” in Rajasthan.
Dal 2021 Enel Green Power è anche presente in Vietnam con una serie di progetti di energia rinnovabile. Nel 2024 entrerà in funzione la prima centrale.

### Oceania
Dal 2017 EGP è presente in Australia con 4 impianti solari situati in South Australia e Victoria, con una capacità complessiva di 310 MW, e un parco eolico da 75 MW in Western Australia. Inoltre, è in fase di avvio un impianto solare da 93 MW in Victoria. A settembre 2023 è stato ceduto il 50% della controllata Enel Green Power Australia a INPEX, dando vita a una gestione congiunta della proprietà.
A dicembre 2024 è nata Potentia Energy, nuova realtà co-gestita tra EGP e INPEX per lo sviluppo di progetti connessi alle energie rinnovabili, con oltre 7 GW di iniziative già incluse nel piano di sviluppo che riguardano energia eolica, solare, sistemi di accumulo e progetti ibridi.

## Azionariato
- Dal 1º aprile 2016 Enel S.p.A. possiede l'intero capitale sociale.

## Governance
CEOs
- Francesco Starace  (17 settembre 2008 - 29 maggio 2014)[70]
- Francesco Venturini (30 maggio 2014 - 27 aprile 2017)[71]
- Antonio Cammisecra (28 aprile 2017 - 30 settembre 2020)[72]
- Salvatore Bernabei (dal 1º ottobre 2020)[73]

## Accordo per l'acquisto d'energia elettrica
Il core business di Enel Green Power si sostanzia nella vendita dell’energia rinnovabile generata dai suoi impianti a clienti Commerciali e Industriali. Per costruire partenariati di lungo periodo con le aziende di tutto il mondo, Enel Green Power si avvale degli accordi per l'acquisto d'energia elettrica (AAEE): accordi di fornitura di energia a lungo termine attraverso i quali EGP sviluppa progetti su misura per ogni azienda a costi competitivi. Ogni contratto viene delineato insieme al cliente in modo tale da rispondere alle sue esigenze e allo stesso tempo rispettare la normativa vigente. 
Attraverso gli AAEE, Enel Green Power è stata in grado di costruire soluzioni specifiche per grandi aziende come Facebook, Kohler, Google, T-Mobile e Adobe che hanno fatto della sostenibilità un importante driver in termini commerciali e in fatto di creazione del valore.